# El Periódico (Espagne)
Pour les articles homonymes, voir El Periódico.

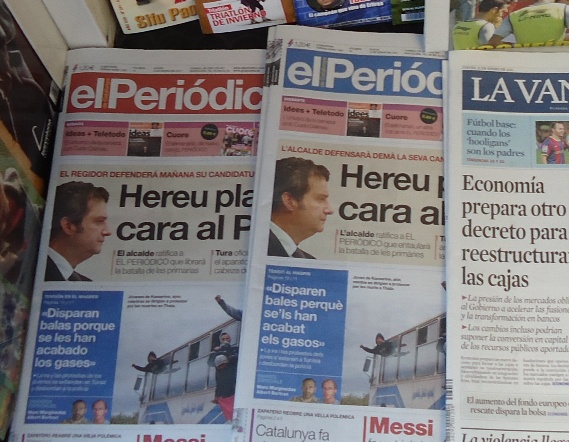
Les deux éditions du journal : en rouge, l'hispanophone et en bleu, la catalane.

El Periódico (littéralement « Le Journal »), anciennement El Periódico de Catalunya, est un quotidien espagnol édité à Barcelone et diffusé en deux versions linguistiques : en espagnol et en catalan. Le journal est diffusé principalement en Catalogne, mais aussi ailleurs en Espagne.

## Présentation
Selon le Courrier international, « Le Journal de Catalogne est né en 1978 » ; il est « sérieux et populaire » et « c'est le premier journal espagnol à avoir lancé une version électronique, en 1994 ». Le journal appartient au groupe Prensa Ibérica.
L'édition catalane est traduite de la espagnole ; la traduction informatique étant affinée par une équipe de correcteurs.
La ligne éditoriale est généralement estimée être de centre gauche, catalaniste, mais non souverainiste ou indépendantiste. Sa maquette fait une large place aux éléments graphiques.